# Orchestre de chambre de Toulouse
L'orchestre de chambre de Toulouse est le plus ancien orchestre de chambre français fondé en 1953 par Louis Auriacombe.

## Historique

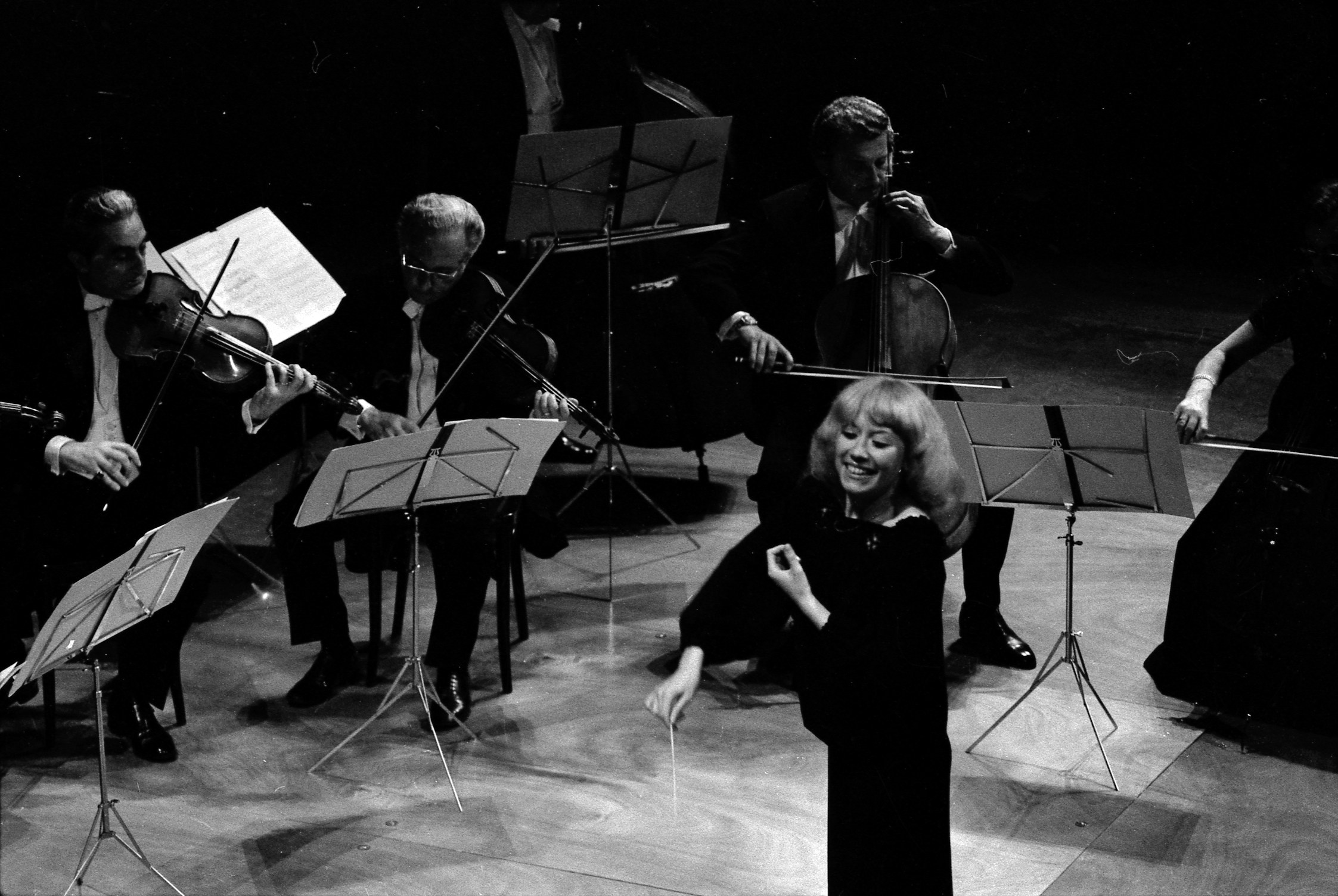
Direction de l'orchestre par Claude Manlay en juin 1973.

L'Orchestre de Chambre de Toulouse est créé en 1953 par Louis Auriacombe, violoniste, et son groupe d'amis musiciens. Au début, l’orchestre est auto-géré sur la base du statut associatif. Il est constitué de douze cordes solistes. En 1971, au départ de Louis Auriacombe, c'est Georges Armand, violon solo, qui en prend la direction auquel succède Bojidar Bratoev lui-même suivi par Augustin Dumay. 
En 1992, Alain Moglia prend la tête de l'ensemble. L'orchestre effectue des tournées en 1995 en Asie et en 1996 aux États-Unis. Gérard Caussé en devient directeur musical de 2002 à 2004. En 2004, le statut associatif cède sa place à une nouvelle structure administrative de type société coopérative de production (SCOP),. L'orchestre est aujourd'hui soutenu par la ville et la métropole de Toulouse, le conseil général de la Haute-Garonne, le conseil régional de Midi-Pyrénées et la Direction régionale des Affaires culturelles de Midi-Pyrénées. 
Il est actuellement dirigé par le violoniste, compositeur et chef d'orchestre Gilles Colliard. Ses multiples initiatives ont considérablement accru le rayonnement de cet ensemble, dont le répertoire varié va de la musique baroque à la musique moderne (selon la nouvelle formule-concept de l'OCT, le baroque contemporain[réf. souhaitée]). Il se produit en divers lieux du Grand Toulouse, notamment à l'Auditorium de Saint-Pierre-des-Cuisines, à l'Escale de Tournefeuille (pour ses 30 concerts d'abonnement), à la Chapelle Sainte-Anne, ou encore au cinéma Utopia de Tournefeuille. Organisateur de séances pédagogiques à destination du public scolaire,, jouant pour des associations telles que les Restos du cœur, dans les hôpitaux pour les malades, pour les personnes handicapés[réf. souhaitée], ou encore dans des festivals tels que Danses et Musiques pour Tous, l'Orchestre de Chambre de Toulouse tente d'établir un lien de proximité avec son public.
Avec un peu plus de 5 000 concerts en France et au-delà des frontières, l'Orchestre de Chambre de Toulouse est un ensemble reconnu en France et à l'étranger.

## Discographie
Depuis 2005, l'orchestre de chambre est devenu son propre producteur. Depuis, six CD ont été créés.
- Voyage en Europe
- Mozart, Fragments d'une vie : musiques et lettres de Mozart dites par le comédien Bruno Marchand, enregistré en « live » à l’auditorium de Saint Pierre des Cuisines les 6 et 7 avril 2006.
- La Follia, L'Italie baroque consacré aux compositeurs baroques Italiens
- Haydn, l'intégrale des concertos pour violon (Joseph Haydn)
- Mozart, Symphonies, version pour cordes de Jean-Baptiste Cimador (1761-1805) - (Wolfgang Amadeus Mozart)
- Jean-Baptiste Lully, La France Baroque fait découvrir les différents compositeurs baroques français.